# Delicias (bairro de Madrid)
Las Delicias, ou apenas Delicias, é um dos sete bairros do distrito de Arganzuela, em Madrid, Espanha. Tem 25.550 habitantes, segundo o Anuario estadístico de 2006 de Madri

## Turismo

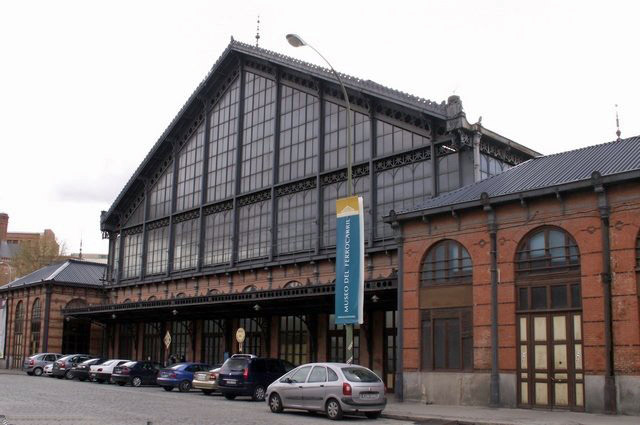
Aspeto atual da Estación de Delicias. Entrada do Museo del Ferrocarril.

Existem diversos edifícios interessantes, sobretudo alguns de arquitetura industrial. Entre eles cabe destacar:
- Antiga fábrica de cervejas El Águila, sede acualmente da Biblioteca Regional Joaquín Leguina e do Archivo Regional de Madrid.
- Estación de Delicias, que abriga hoje o Museo del Ferrocarril e uma sede provisória do Museo Nacional de Ciencia y Tecnología de España. A nova sede está em La Coruña.[3][4]
- Grupo escolar Menéndez Pelayo, na Rua Méndez Álvaro, número 16.
- Instituição Virgen del Pilar (Colegio Ntra. Sra. de las Delicias), no paseo de las Delicias, número 67.
- Planetário de Madrid, no Parque Enrique Tierno Galván.
- Cine Imax junto ao Planetário.